# 1059
1059 (MLIX) je bilo navadno leto, ki se je po julijanskem koledarju začelo na petek.

## Dogodki

### Sveti sedež
- 24. januar - Po obračunu z uzurpatorskim protipapežem Benediktom X. je za novega papeža posvečen Nikolaj II., 155. po seznamu. Njegov pontifikat je kratek, a politično buren. ↓
- 23. aprila → izda papež Nikolaj II. bulo »V imenu Očeta« (In nomine Domini), v kateri poudari vlogo kardinalov-škofov pri izvolitvi novega papeža ter omeji vmešavanje od zunaj. Constitutio Romana iz leta 824 je določala, da je lahko novoizvoljeni papež posvečen šele takrat, ko potrdi volitve frankovski vladar.  Prej je bila izvolitev novega papeža bolj ratifikacija, potrditev volje prejšnjega papeža ali volje rimsko-nemškega cesarja ali pa klerikov znotraj rimske škofije. Nikolaj enostransko zaobide Constitutio Romano. ↓
- 23. avgusta → Za zaščito svojih ukrepov pred vmešavanjem cesarstva papež Nikolaj II. podeli južnoitalijanskemu normanskemu vojskovodji Robertu Guiscardu naziv Vojvode Apulije in Kalabrije, mu ponudi letno tributarno rento in pusti proste roke pri nadaljnjih osvojitvah v južni Italiji.
- Rim: papež Nikolaj II. skliče koncil, ki se ga udeleži 113 škofov. Na koncilu obsodi učenje Berengarja iz Toursa, ki je zanikal Kristusovo navzočnost v evharistiji. Na splošno pa začrta smernico uresničevanja clunyjskih reform.

### Ostalo
- 9. november - Posvetitev Krstilnice Sv. Ivana (Battistero di San Giovanni) v Firencah.
- 22. november - Bizantinsko cesarstvo: abdikacija bizantinski cesarja Izaka Komena, ki je po uspešnem vojaškem pohodu proti Madžarom hudo zbolel in po nasvetu dvorjanov za naslednika imenoval Konstantina X. iz rodbine Dukas, ne pa svojega brata Ivana Komnena. Kmalu po abdikaciji si je Izak sicer opomogel in se umaknil v samostan.
- Kronanje Petra Krešimirja IV.  za kralja Hrvaške in Dalmacije.  Dalmacija je bila prej pod bizantinskim političnim vplivom, vendar močno gospodarsko navezana na slovansko zaledje.
- Umrlega guvernerja seldžuške province Horasan Čagri Bega nasledi njegov sin Alp Arslan.

## Rojstva
- Fulcher iz Chartresa, francoski kronist prve križarske vojne († 1127)

## Smrti
- 21. januar - patriarh Mihael Kerularij (* 1000)
- Čagri Beg, seldžuški guverner (* 989)